# Сальто
Са́льто (італ. salto — стрибок, раніше використовувався нині застарілий вираз «сальто-мортале») — вид стрибка в гімнастиці, акробатиці або інших видах спорту. Під час стрибка спортсмен робить в повітрі оберт навколо горизонтальної осі (центра ваги власного тіла) на 360°. Іноді спортсмен робить декілька обертів під час одного стрибка. У цьому разі кажуть про «подвійне сальто», «потрійне…», тощо.